# Адур (район)
Адур (англ. Adur) — неметрополитенский район (англ. non-metropolitan district) в графстве Западный Суссекс (Англия). Административный центр — город Шорхэм-бай-Си.

## География
Район расположен в юго-восточной части графства Западный Суссекс вдоль побережья пролива Ла-Манш, граничит с унитарной единицей Брайтон-энд-Хов графства Восточный Суссекс. Название происходит от реки Адур. Район входит в Брайтон-Уэртинг-Литтлхэмптонскую коннурбацию. Западнее центра района находится аэропорт Шорхэм (Брайтон Сити). В районе ежегодно в июне проводится Адурский фестиваль.

## История
Район был основан 1 сентября 1974 года путём слияния городских районов (англ. Urban District) Саутуик, Шорхэм и общин (англ. civil parish) Кумбс, Лансинг, Сомптинг из сельского района (англ. Rural District) Уэртинг.

## Состав
В состав района входят 2 города:
- Саутуик
- Шорхэм-бай-Си

и 3 общины (англ. civil parish):
- Кумбс
- Лансинг
- Сомптинг

## Спорт
В районе базируются футбольные клубе
- «Лансинг»
- «Шорехэм»
- «Саутвик»

## Города-побратимы
- Рьом